# Nuôi cá hồi

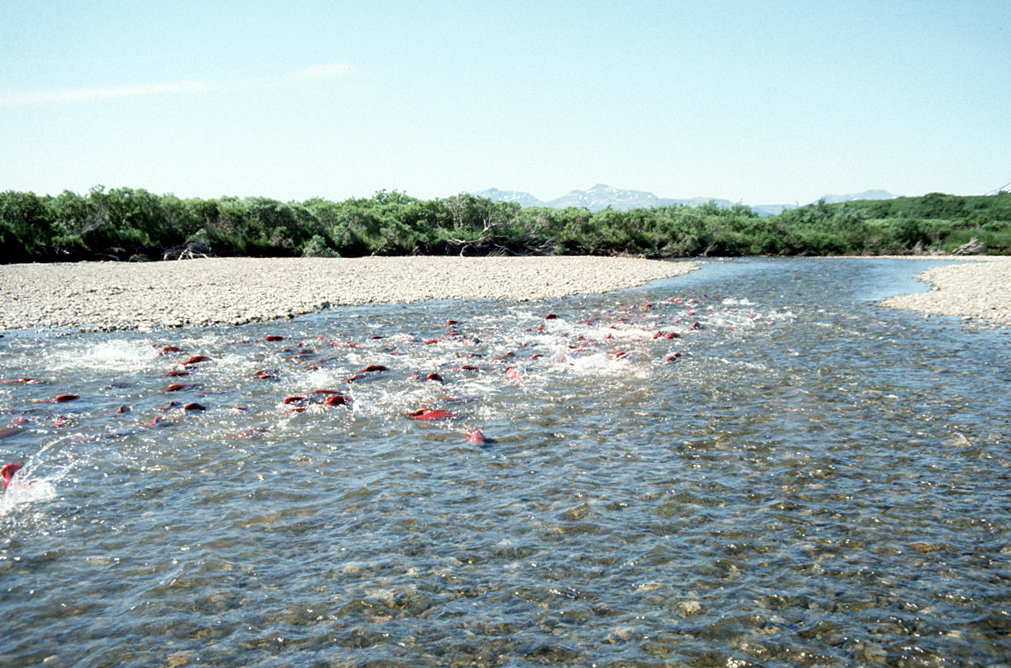
Một hồ nuôi cá hồi

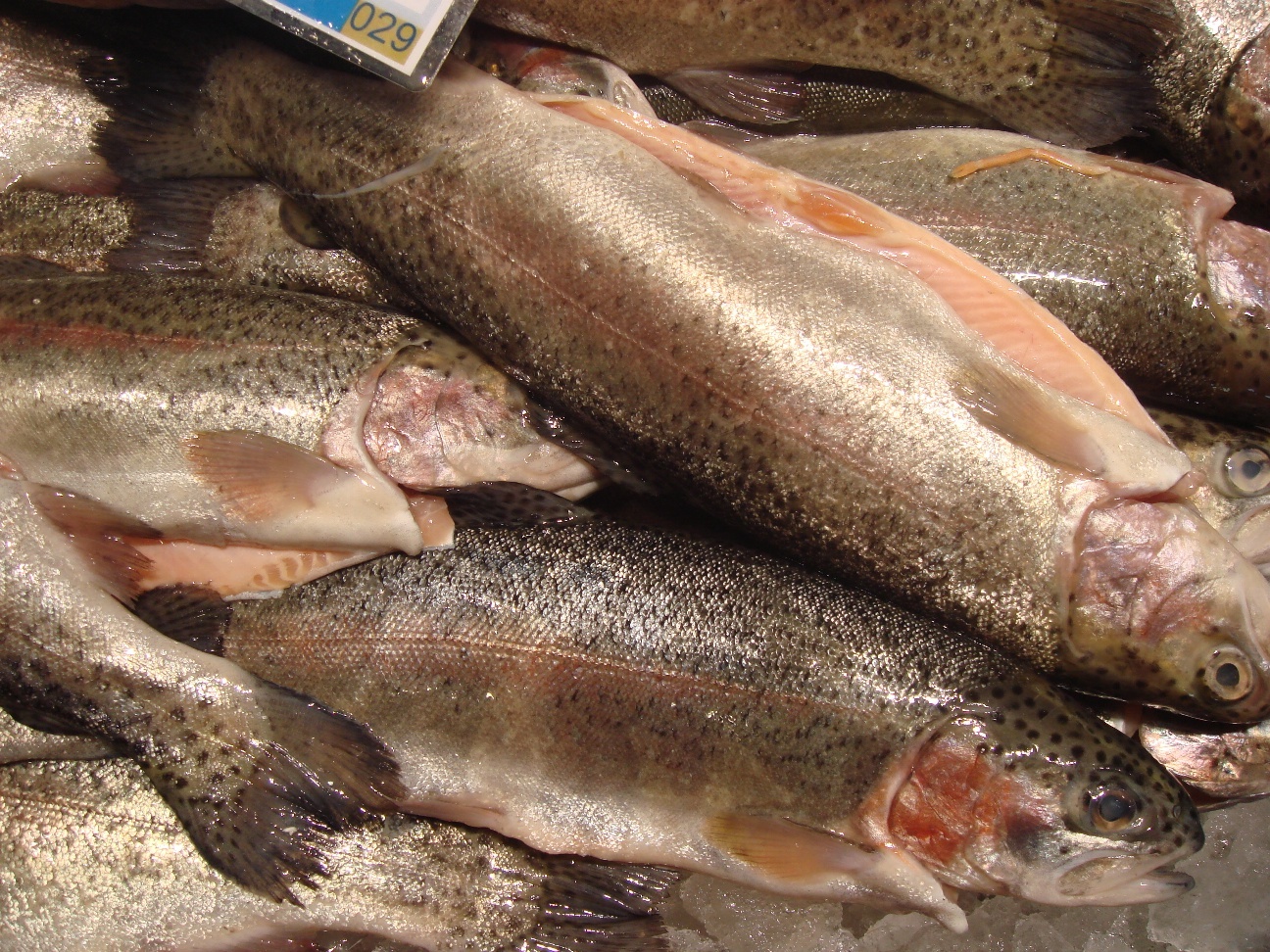
Cá hồi được bày bán ở chợ

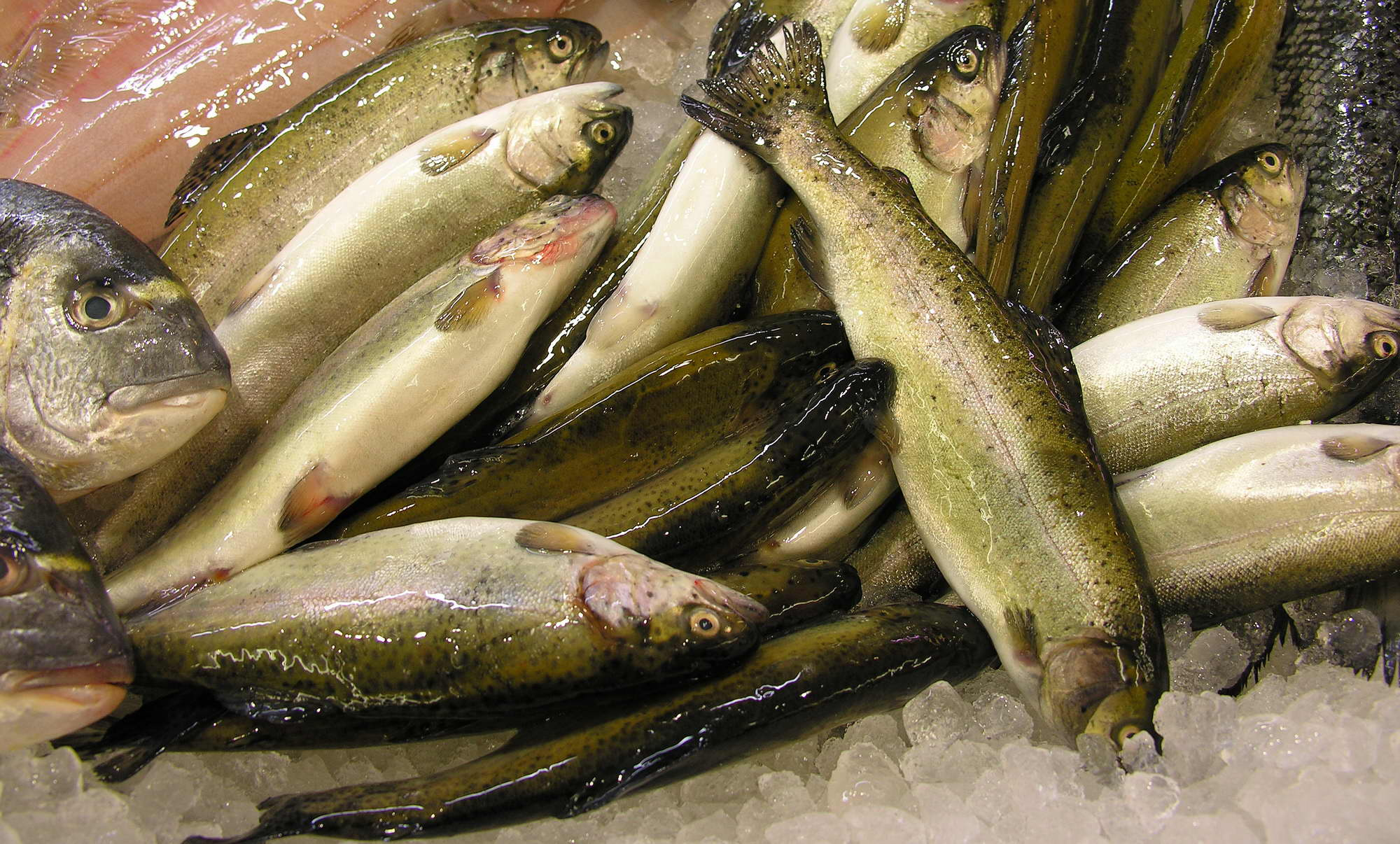

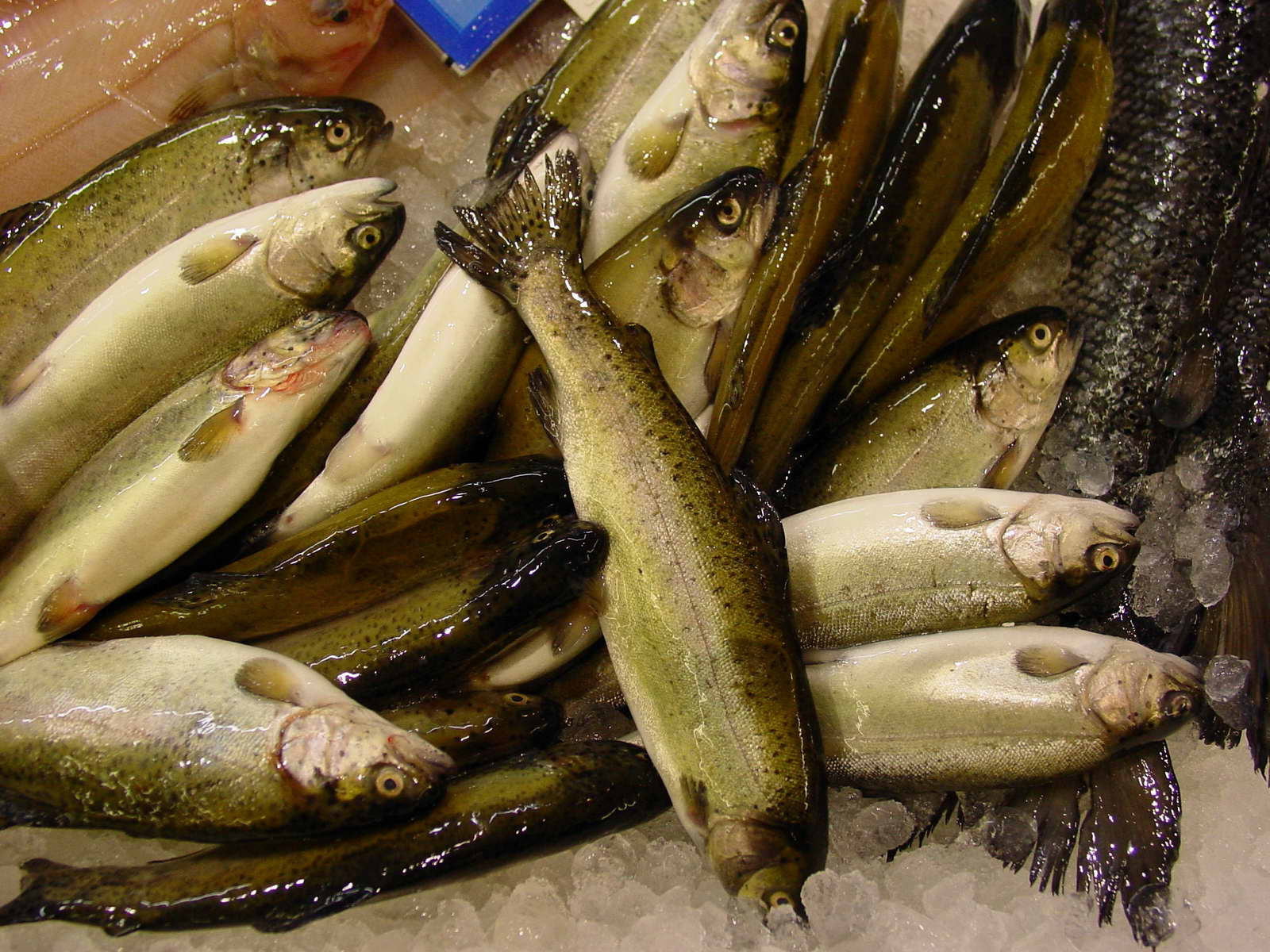

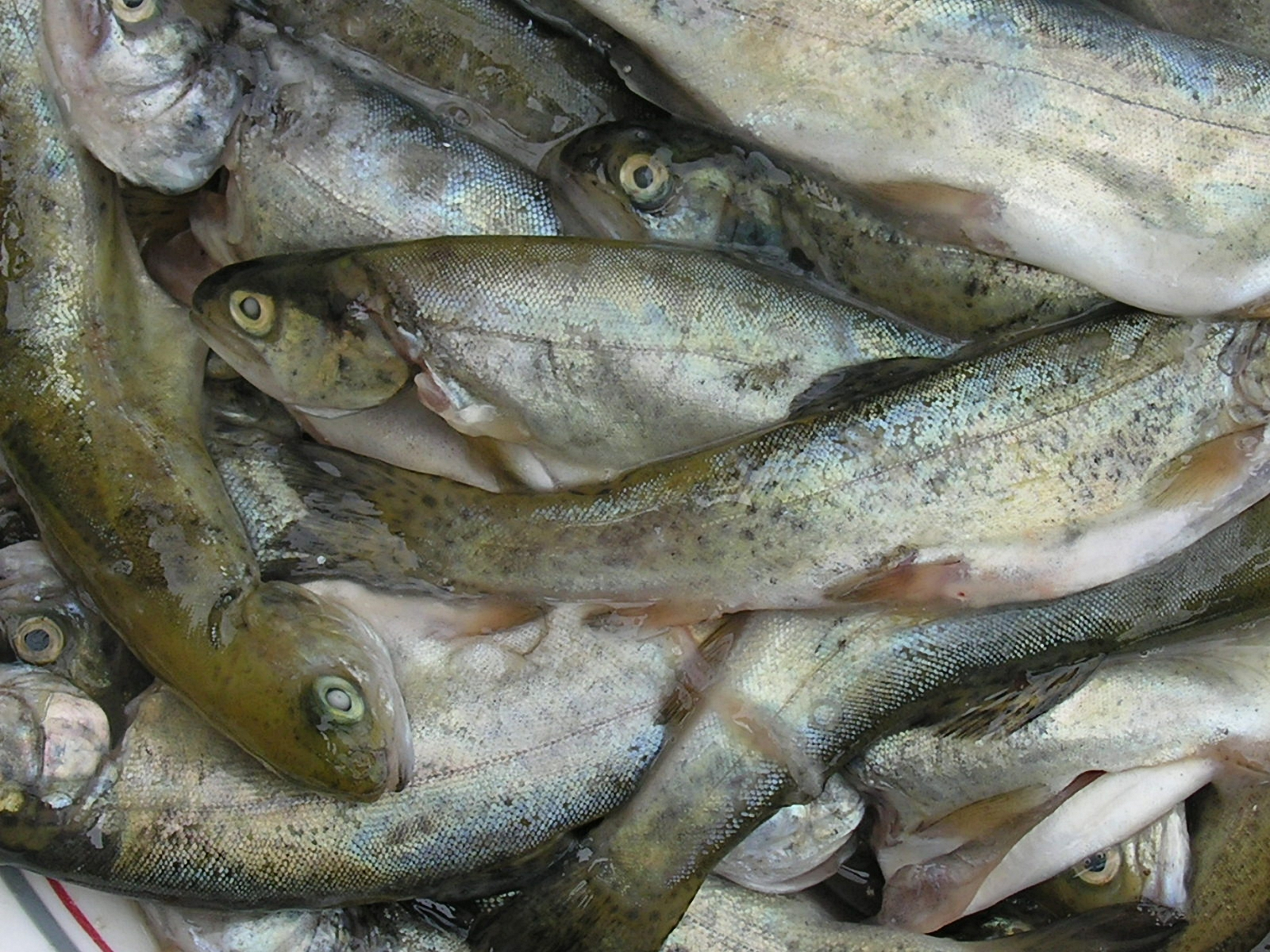

Nuôi cá hồi là việc nuôi, thu hoạch các loại cá hồi trong điều kiện kiểm soát để lấy thịt cá hồi và trứng cá hồi. Cá hồi cùng với cá chép, là hai nhóm cá quan trọng nhất trong nuôi trồng thủy sản. Cá hồi thường được nuôi là cá hồi Đại Tây Dương. Nhóm cá thường nuôi khác bao gồm nuôi cá rô phi, nuôi cá da trơn, nuôi cá bóp, cá chẽm và cá tráp. Hiện đang có nhiều tranh cãi về tác động sinh thái và sức khỏe của cá hồi nuôi trồng thủy sản. Có mối quan tâm đặc biệt về tác động đối với cá hồi hoang dã và sinh vật biển khác. Việc nuôi cá hồi cũng dễ rũi ro khi cá hồi thường bị mắc bệnh và ký sinh.

## Tổng quan

### Sản lượng
Việc nuôi cá hồi là một ngành đóng góp lớn vào sản lượng cá nuôi, chiếm khoảng US$10 tỷ hàng năm. Các giống cá thường được nuôi khác gồm: tilapia, cá da trơn, cá vược biển, cá chép và cá tráp. Ngành nuôi cá hồi phát triển tại Chile, Na Uy, Scotland, Canada và Đảo Faroe, và là nguồn gốc hầu hết cá hồi được tiêu thụ tại châu Mỹ và châu Âu. Cá hồi Đại Tây Dương cũng được nuôi, dù với số lượng rất nhỏ, tại Nga và đảo Tasmania, Australia. Việt Nam hiện nay cũng là quốc gia nuôi cá hồi và có nhiều vấn đề được đặt ra chung quanh việc nuôi trồng loài cá này. Tính đến năm 2007, nuôi trồng thủy sản của cá hồi có giá trị 10,7 tỷ USD. Sản xuất nuôi trồng thủy sản cá hồi lớn hơn mười lần trong 25 năm 1982-2007. Nhà sản xuất hàng đầu của cá hồi nuôi là Na Uy với 33%, Chile với 31%, và các nhà sản xuất ở châu Âu khác với 19%.
Sản lượng cá hồi của Na Uy trong năm 2011-2012 lên tới xấp xỉ 172 ngàn tấn, bỏ xa Anh Quốc, đứng hàng thứ hai, với sản lượng chỉ là 23 ngàn tấn rưỡi. đối với Na Uy, nuôi trồng và đánh bắt hải sản là nguồn thu nhập đứng hàng thứ hai, 6,6 tỷ euro trong năm 2012, chỉ sau dầu lửa, trong số này, riêng xuất khẩu cá hồi là 3,8 tỷ euro. Chỉ trong vòng 3 thập niên, Na Uy đã thúc đẩy sự bùng nổ của thị trường rất có lãi này. Hầu như không tồn tại đầu những năm 1980, giờ đây, sản lượng cá hồi nuôi trong các trang trại trên thế giới đã vượt qua ngưỡng 2 triệu tấn, trong số này, 60% là của Na Uy.
Ở Việt Nam, Sa Pa được mệnh danh là thiên đường của loài cá nước lạnh bởi khí hậu đặc trưng và nguồn nước dồi dào. Loài cá nuôi ở đây là cá hồi vân (còn gọi là cá hồi ráng) giờ được nuôi ngay dưới chân đỉnh Phanxipăng, tại thác Bạc, huyện Sa Pa (Lào Cai)... và được nuôi ở Hà Giang, trên đỉnh Tây Côn Lĩnh. Mặc dù vậy, nghề nuôi cá bạc hồi ở SaPa điêu đứng vì phá giá, nhiều tư thương đã nhập lậu cá tầm Trung Quốc vào Việt Nam chiếm các thị trường lớn. Cá lậu được bán với giá chỉ bằng nửa cá Sa Pa, cá tầm Sa Pa phải nuôi 2 năm mới có thể xuất bán thì cá Trung Quốc chỉ vài tháng đưa ra thị trường. Đầu năm 2013 cá bán được giá 250.000 - 270.000 đồng/kg, đến giữa năm chỉ còn 150.000 - 170.000 đồng/kg, sau lũ quét hồi 9, giá cá nhích được lên 200.000 - 220.000 đồng/kg. Cá Sa Pa có vị ngọt, thịt thơm, có độ dai, trong khi thịt cá lậu rất bở, thiếu cảm giác ngon miệng.

### Phương pháp
Cá hồi là loài cá dữ và ăn những loại cá hoang dã khác cũng như sinh vật biển. Việc nuôi cá hồi dẫn tới nhu cầu cao về cá mồi hoang dã. Cá hồi đòi hỏi lượng tiêu thụ dinh dưỡng và protein lớn, và vì thế, cá hồi nuôi tiêu thụ nhiều cá hơn sản phẩm cuối cùng chúng tạo ra. Để tạo ra được một pound cá hồi nuôi, đòi hỏi nhiều poun cá tự nhiên để cho chúng ăn. Khi ngành công nghiệp nuôi cá hồi phát triển, nó đòi hỏi thêm lượng lớn cá tự nhiên làm thức ăn, ở thời điểm 75% ngành đánh cá có kiểm soát của thế giới đã hay hầu như vượt quá ngưỡng duy trì tối đa. Mức độ khai thác cá tự nhiên cho ngành nuôi trồng cá hồi đã ảnh hưởng tới khả năng tồn tại của các loài cá ăn thịt tự nhiên cũng dựa vào những loại cá đó để làm thức ăn.
Việc nghiên cứu vẫn đang được tiếp tục trong việc đưa các protein thực vật thay protein động vật trong chế độ ăn của cá hồi. Không may thay, dù sự thay đổi này làm giảm mức độ hàm lượng axít béo omega-3 giá trị cao giảm đi trong những sản phẩm nuôi trồng. Những trang trại nuôi cá hồi số lượng lớn hiện nay đòi hỏi những lồng nuôi cá lưới mở, vốn có chi phí sản xuất thấp, nhưng lại có điểm bất lợi là cho phép dịch bệnh và rận biển lan tràn trong các quần thể cá hồi hoang dã địa phương. Trên cơ sở trọng lượng khô, cần 2–4 kg cá đánh bắt tự nhiên để sản xuất ra một kg cá hồi.

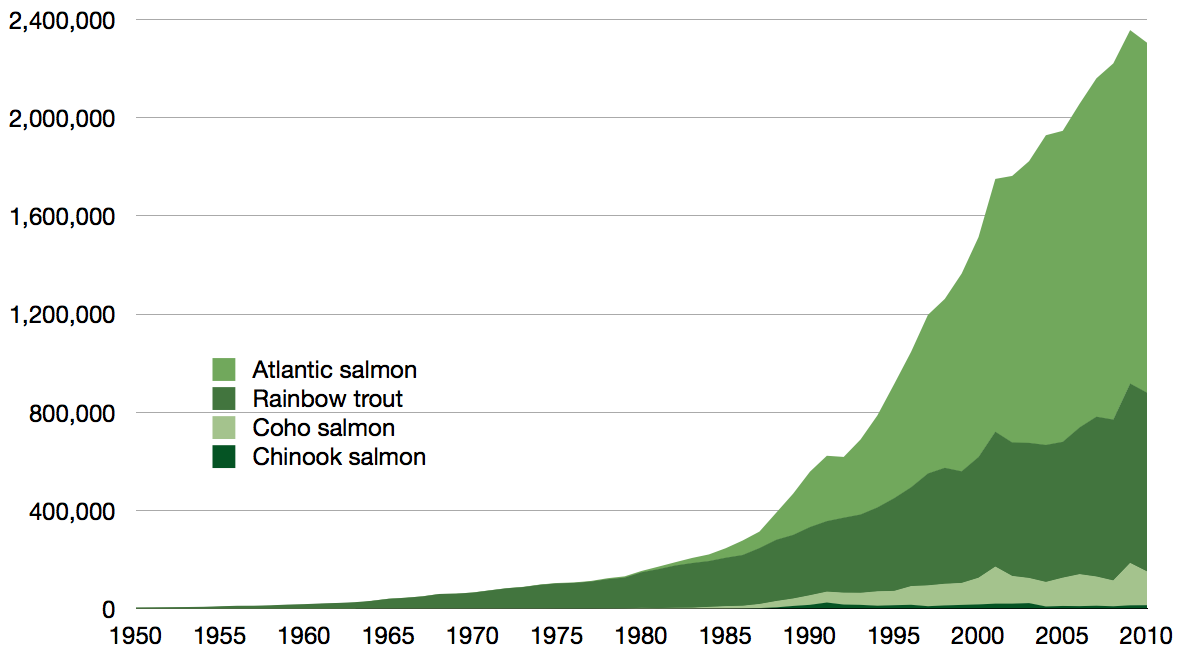
Sản lượng nuôi trồng tất cả các loài cá hồi thực sự 1950–2010,
theo báo cáo của FAO

Một hình thức sản xuất cá hồi khác, an toàn hơn, nhưng ít khả năng kiểm soát hơn, là nuôi cá hồi trong những nơi ấp trứng cho tới khi chúng đủ lớn để trở nên độc lập. Sau đó chúng được thả về các công sông, thường trong một nỗ lực để làm gia tăng số lượng cá hồi. Hệ thống này được gọi là trại nuôi, và rất phổ thông tại các quốc gia như Thụy Điển trước khi người Na Uy phát triển việc nuôi cá hồi, nhưng chỉ hiếm khi được thực hiện bởi các công ty tư nhân, bởi bất kỳ ai cũng có thể bắt cá hồi khi chúng quay trở về để đẻ trứng, hạn chế cơ hội kiếm lợi tài chính của công ty từ khoản đầu tư. Vì thế, phương pháp này chủ yếu được các cơ quan nhà nước và các nhóm phi lợi nhuận như Cook Inlet Aquaculture Association sử dụng như một phương pháp nhân tạo để làm gia tăng số lượng cá trước thực tế chúng đang suy giảm vì khai thác quá mức, xây dựng đập, và phá hủy môi trường sống hay làm tan rã môi trường sống của cá hồi. Không may thay, cách thức này có thể dẫn tới những hậu quả không mong muốn, gồm cả việc "pha loãng" gen của các quần thể hoang dã, và hiện có nhiều sự khuyến khích cho việc nuôi thêm cá bằng phương pháp kiểm soát nuôi trồng và cải thiện cũng như bảo vệ môi trường sống của cá hồi. Một biện pháp thay thế khác là cung cấp cá, được gọi là nuôi tại đại dương, cũng đang được phát triển ở Alaska. Tại đây những con cá hồi non được thả về biển xa khỏi bất kỳ khu vực cá hồi hoang dã nào khác. Sau đó khi tới thời gian chúng đẻ, chúng quay về nơi được thả và các ngư dân có thể thu hoạch chúng.
Một biện pháp thay thế khác cho việc ấp trứng là sử dụng các kênh đẻ trứng. Trong đó những dòng suối nhân tạo, thường song song với một dòng suối thiên nhiên được làm bằng bê tông hay các bờ rip-rap và đáy rải sỏi. Nước từ dòng suối lân cận được bơm phía trên kênh, thỉnh thoảng qua một ao phía trên, để ngăn cặn lắng. Tỷ lệ trứng nở trong kênh thường cao hơn tại dòng suối bên cạnh bởi việc kiểm soát dòng nước, vốn trong vài năm có thể rửa trôi redd tự nhiên. Vì không có lũ, các kênh ấp trứng thỉnh thoảng phải được rửa sạch để loại bỏ cặn lắng tích tụ. Cũng những con nước phá hủy các redd tự nhiên làm sạch cho những dòng kênh. Các kênh ấp trứng giữ được sự lựa chọn tự nhiên của các dòng suối tự nhiên, bởi không có lợi ích, như trong việc ấp trứng, sử dụng các hóa chất phòng bệnh để kiểm soát dịch bệnh. Những con cá hồi nuôi được cho ăn các carotenoid astaxanthin và canthaxanthin để có màu sắc thịt giống với cá hồi tự nhiên.
Một biện pháp thay thế được đề xuất khác để sử dụng cá bắt tự nhiên làm mồi cho cá hồi, là dùng các sản phẩm gốc đậu tương. Điều này có thể tốt hơn cho môi trường trại nuôi, tuy nhiên, việc sản xuất đậu tương cũng có ảnh hưởng lớn tới môi trường nơi trồng trọt. Một giải pháp thay thế có thể các là sản xuất các đồng sản phẩm ethanol sinh học, proteinaceous lên men sinh học. Việc thay thế những sản phẩm đó cho việc nuôi cá có thể dẫn tới kết quả tăng trưởng tương đương (thỉnh thoảng còn cao hơn) ở cá. Với khả năng áp dụng ngày càng cao, việc này có thể giải quyết vấn đề chi phí gia tăng cho chi phí mua cá nuôi cá hồi. Một biện pháp thay thế hấp dẫn khác là gia tăng sử dụng tảo biển. Tảo biển cung cấp các khoáng chất và vitamin thiết yếu cho sự phát triển của sinh vật. Nó có ưu thế vì có thể cung cấp một lượng chất xơ tự nhiên và có độ glycemic thấp hơn thịt cá nuôi bằng ngũ cốc. Trong tình huống tốt nhất, việc sử dụng rộng rãi tảo biển có thể tạo ra một tương lai cho ngành nuôi trồng thủy sản hạn chế nhu cầu sử dụng đất, nước ngọt hay phân bón để nuôi cá.